# Consigne sanitaire de Marseille
La consigne sanitaire de Marseille est un entrepôt public situé dans le 2e arrondissement de Marseille, en France.

## Localisation
La consigne se composant de deux bâtiments est située sur le quai du port, dans le 2e arrondissement de Marseille, à proximité du Fort Saint-Jean.

## Historique

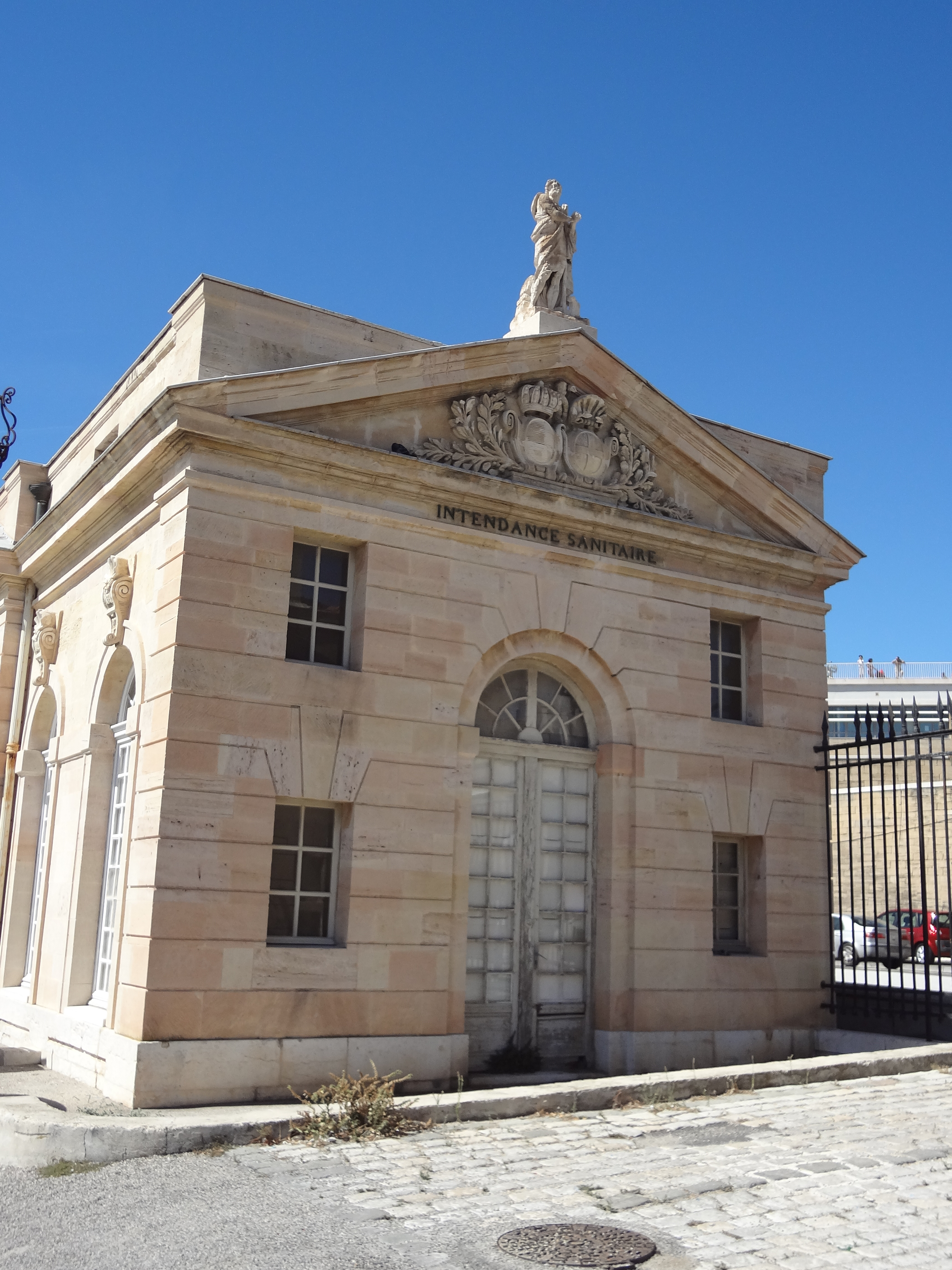
Vue latérale du bâtiment.

La consigne sanitaire est créée en 1719 sur les plans de l'ingénieur militaire Antoine Mazin. Le siège du bureau de la santé est agrandi en 1804 et en 1827. Un bâtiment à l'identique lui est adjoint en 1867. Une maquette de ces bâtiments est exposée au musée d'histoire de Marseille.
L'ensemble est inscrit au titre des monuments historiques par arrêté du 23 novembre 1949.
La consigne abrite désormais des services administratifs.